# Phebellia nudicosta
Phebellia nudicosta là một loài ruồi trong họ Tachinidae.